# Owen Barfield
Owen Barfield (9 de novembro de 1898 - 14 de dezembro de 1997) foi um filósofo, autor, poeta e crítico inglês.
Barfield nasceu em Londres. Foi educado na Highgate School e no Wandham College, em Oxford. Ele morreu em Forest Row, em Sussex.

## Inklings
Foi conhecido como o "primeiro e último Inkling" por ter sido um dos membros fundadores do grupo chamado Inklings - grupo literário de acadêmicos da Universidade de Oxford, que tinha como membros os escritores C. S. Lewis e J. R. R. Tolkien. C.S Lewis foi um amigo muito chegado desde 1919.